# Aedes antipodeus
Aedes antipodeus är en tvåvingeart som först beskrevs av Edwards 1920.  Aedes antipodeus ingår i släktet Aedes och familjen stickmyggor. Inga underarter finns listade i Catalogue of Life.